# Mirza Selimović
Mirza Selimović född 12 oktober 1990 i Zvornik, Bosnien och Hercegovina  är en svensk fotbollsmålvakt som spelar för FK Besa.

## Karriär
Den 18 mars 2014 blev det klart att Selimović lämnade Kristianstads FF, då de inte kommit överens om ett nytt kontrakt. Fyra dagar senare förlängde han dock sitt kontrakt med klubben över säsongen 2014.
I mars 2016 värvades Selimović av division 2-klubben BW 90. Den 30 juni 2016 dömdes Mirza av hovrätten över Skåne och Blekinge för grovt mutbrott då han medvetet ska ha släppt in mål och spelat pengar på egen match, dom B 3004-15.
Inför säsongen 2018 gick Selimović till division 4-klubben FK Besa. Han spelade 15 matcher under säsongen 2018. Säsongen 2019 spelade Selimović 17 matcher.